# Asaël (évêque)
Asaël, seizième évêque d'Uzès, épiscopat en 885.

## Chronologie
- 885 : Il s'excuse de ne pouvoir assister au sacre de saint Théodard, archevêque de Narbonne, le 15 août.